# Edolisoma tenuirostre
Edolisoma tenuirostre là một loài chim trong họ Campephagidae.